# Lois Grenelle
Lire en ligne

Pour la loi Grenelle I : sur Légifrance Version consolidée au 1er juillet 2010 
Pour la loi Grenelle II : sur Légifrance (version mise automatiquement à jour) ou sur le site de l'assemblée nationale (version initiale)

On désigne parfois en France par l'expression « Lois Grenelle » deux lois issues du Grenelle Environnement et qui ont apporté d'importantes modifications au droit de l'environnement, à l'issue d'un processus démocratique basé sur le principe de la « Gouvernance à cinq ».

## Les deux lois Grenelle
- La loi Grenelle I ou loi n° 2009-967 du 3 août 2009 de programmation relative à la mise en œuvre des 268 engagements du Grenelle Environnement

- la loi Grenelle II ou loi du 12 juillet 2010 portant engagement national pour l'environnement qui en décline les objectifs en dispositions plus précises en 57 articles groupés en 6 titres pour formuler un cadre d'action pour répondre à l'urgence écologique et au besoin de transition écologique.